# Eyb (Adelsgeschlecht)

Wappen derer von Eyb

Eyb ist der Name eines fränkischen Uradelsgeschlechts. Der gleichnamige Stammsitz der Familie, Eyb, ist heute ein Gemeindeteil der Stadt Ansbach in Mittelfranken. Der Name des Geschlechts wechselte zwischen Iwe, Ywe, Ibe, Eib und Eyb.

## Geschichte
Das Geschlecht erscheint erstmals urkundlich 1165 mit Tiederich de Iwe. Die Herren von Eyb hatten ihre Lehen von den Burggrafen von Nürnberg (den späteren Markgrafen von Brandenburg) und den Fürstbischöfen von Eichstätt. Angehörige des Geschlechts erlangten im Laufe der Zeit großen Einfluss und hohe Ämter hauptsächlich auf religiösem Gebiet.
Die Familie teilte sich früh in zwei Hauptstämme, die Pilgrim von Eyb, die als Ratsgeschlecht ins Nürnberger Patriziat gelangten und später erloschen sind, und die Pfauen von Eyb (ursprünglich mit einem Pfauenhals im Wappen, später ebenfalls mit Pilgermuscheln und dem Pfauenhals als Helmzier), die in die Fränkische Ritterschaft aufgenommen wurden. Von Letzteren nahm Georg von Eyb 1235 auf einem Turnier in Würzburg teil. Die Stammreihe beginnt mit Ludwig von Eyb, Obersthofmeister bei Kaiser Karl IV. Seine Enkel Martin und Ludwig begründeten die Linien Vestenberg (1435 erworben, 1724 an die Markgrafen von Ansbach verkauft) und Runding (in der Reformationszeit für knapp 70 Jahre im Besitz). Ludwig von Eyb († 1438) begleitete den Markgrafen Friedrich von Brandenburg 1415 zum Konzil von Konstanz.

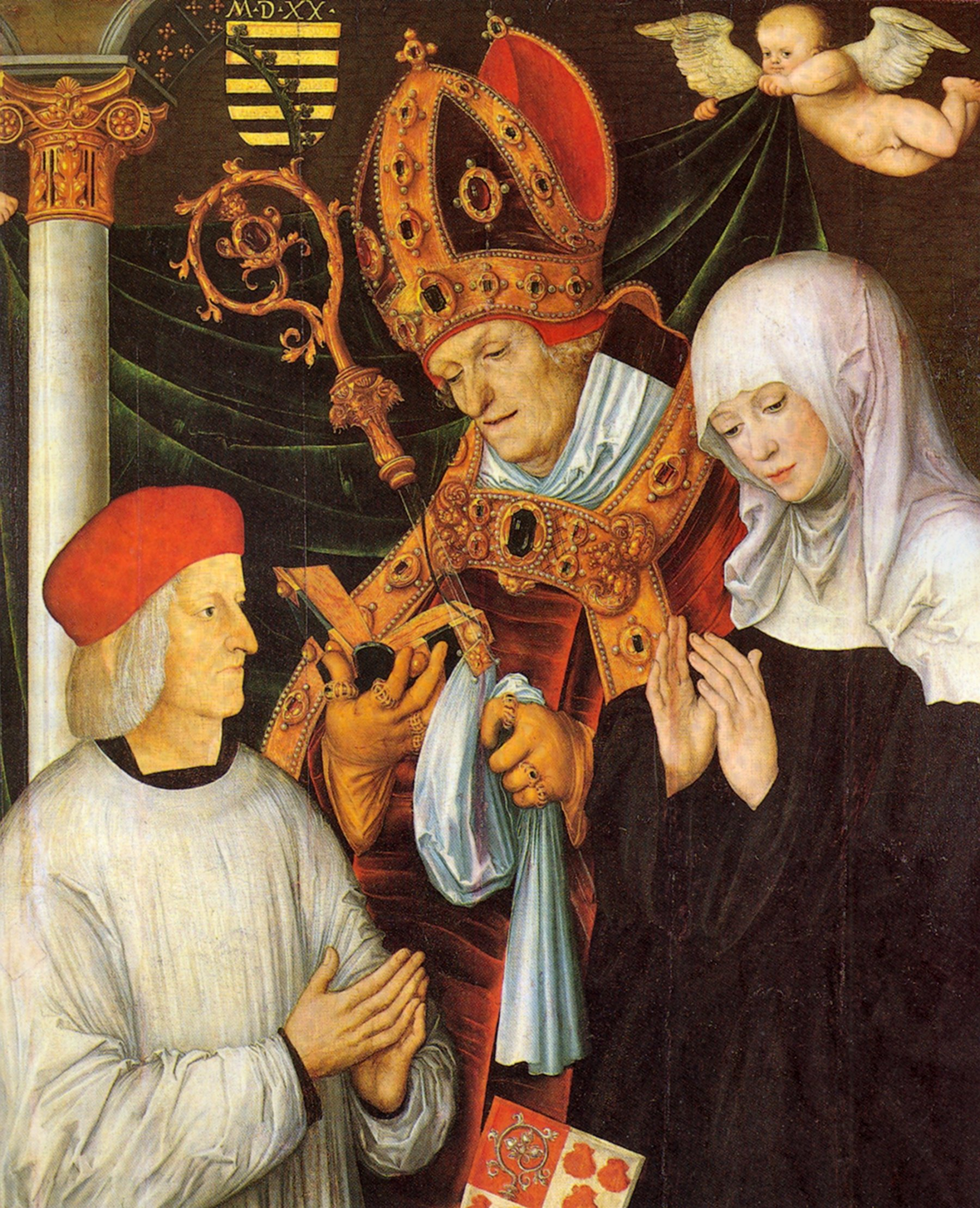
Gabriel von Eyb (1455–1535), Fürstbischof von Eichstätt, mit den hll. Willibald und Walburga, Tafelgemälde von Lucas Cranach dem Älteren

Albrecht von Eyb († 1475) war Domherr zu Bamberg, Würzburg und Eichstätt und ein bedeutender zeitgenössischer Schriftsteller und früher Humanist in Deutschland. Er verfasste unter anderem die Margarita poetica. Sein Neffe Ludwig von Eyb der Jüngere (1450–1521) war ein Hofbeamter, Heerführer und Schriftsteller, der um 1500 ein Kriegsbuch verfasste und später die Lebensgeschichte des Wilwolt von Schaumberg niederschrieb. Gabriel von Eyb aus der Linie Runding war von 1494 bis 1535 Fürstbischof von Eichstätt, ebenso wie Johann Martin von Eyb aus der Vestenbergischen Linie von 1697 bis 1704. Der ebenfalls aus letzterer Linie stammende Martin von Eyb wurde 1580 zum Fürstbischof von Bamberg erwählt und übte das Amt bis kurz vor seinem Tod 1583 aus. Weitere Kanoniker in Eichstätt waren, neben Albrecht von Eyb, folgende Familienangehörige: Wilhelm († 1453), Johannes († 1466), Albert († 1475), Sigismund († 1483) (alle auf einem Gemeinschaftsepitaph im Mortuarium des Eichstätter Domes erwähnt) und Christoph Gustav von Eyb († 1797).
Die Herren von Eyb gehörten im 17. und 18. Jahrhundert wegen des Besitzes bzw. Teilbesitzes von Dörzbach, Hobbach und Messbach zur Reichsritterschaft im Ritterkanton Odenwald und während des 16. bis 18. Jahrhunderts wegen Wiedersbach, Rammersdorf, Neuendettelsau und Vestenberg zum Ritterkanton Altmühl des fränkischen Ritterkreises. Außerdem waren sie im 16. und 17. Jahrhundert in den Ritterkantonen Neckar, Donau und Kocher des schwäbischen Ritterkreises, wegen des Besitzes bzw. Teilbesitzes von Riet, Burtenbach, Reisensburg, Mühlhausen am Neckar und Freudental, immatrikuliert.
Im Fürstentum Brandenburg-Ansbach wurde dem Geschlecht die Erbkämmererwürde zugesprochen und im Hochstift Eichstätt die Erbschenkenwürde. Heinrich Ludwig von Eyb erhielt von Kaiser Leopold I. am 23. August 1694 den Reichsfreiherrenstand. Im Königreich Bayern wurden 1813 alle noch blühenden Linien und deren Nachkommen in die Adelsmatrikel bei der Freiherrenklasse eingetragen. Durch den Besitz der Herrschaft Dörzbach (heute eine Gemeinde im Hohenlohekreis) gehörten die Herren von Eyb auch dem ritterschaftlichen Adel des Königreiches Württemberg an. Schloss Reisensburg war von 1763 bis 1851 im Besitz der Familie.
Heute sind noch vier Schlösser im Besitz der Freiherren von Eyb: Schloss Neuendettelsau (seit 1518, im Landkreis Ansbach in Mittelfranken), Schloss Rammersdorf (Gemeinde Leutershausen, Landkreis Ansbach; seit 1571), Schloss Dörzbach (Hohenlohekreis, Baden-Württemberg; seit 1601) sowie Schloss Ebermannsdorf (in der Oberpfalz, Landkreis Amberg-Sulzbach, seit 1972).

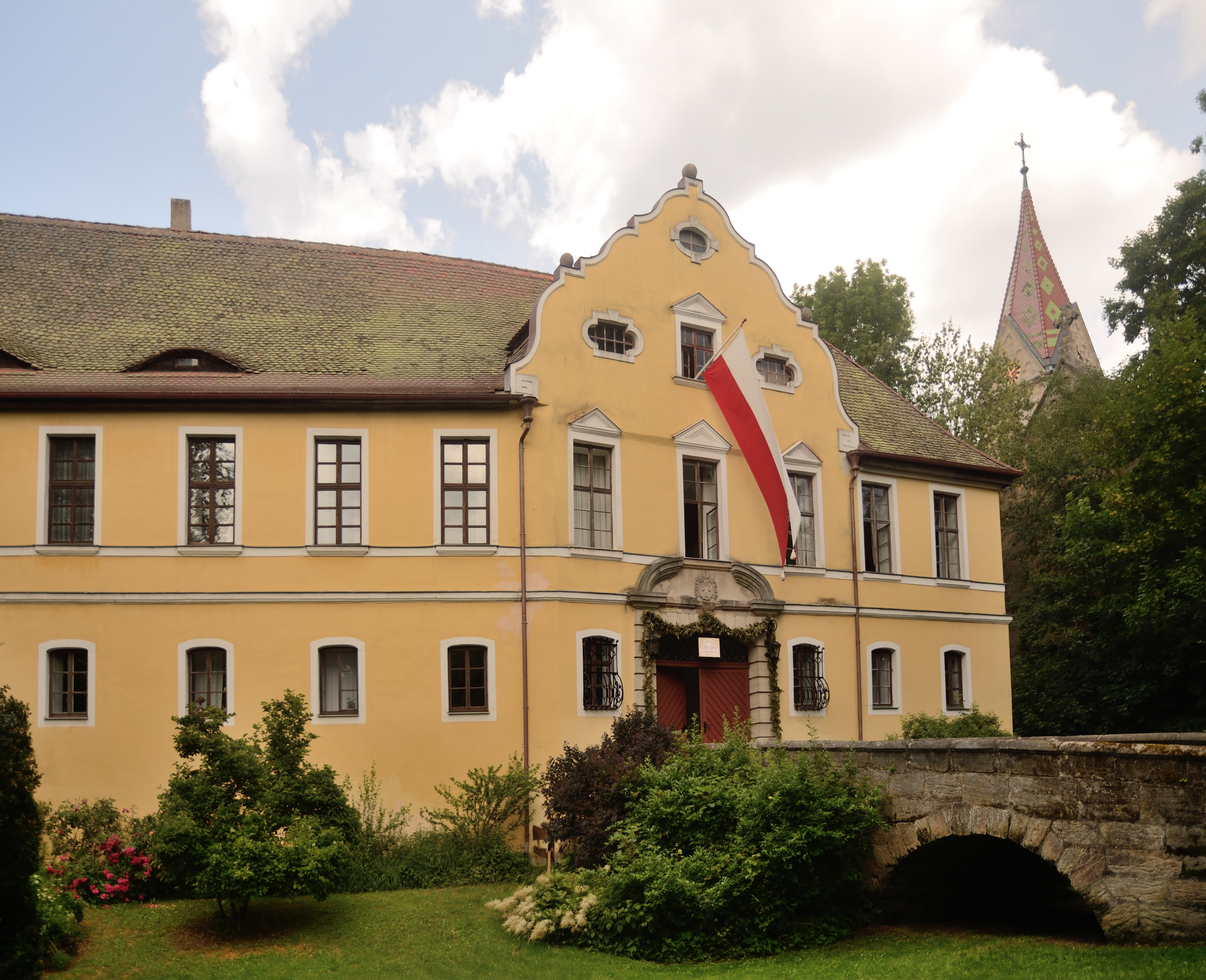
Schloss Neuendettelsau (seit 1518 im Besitz der Familie)
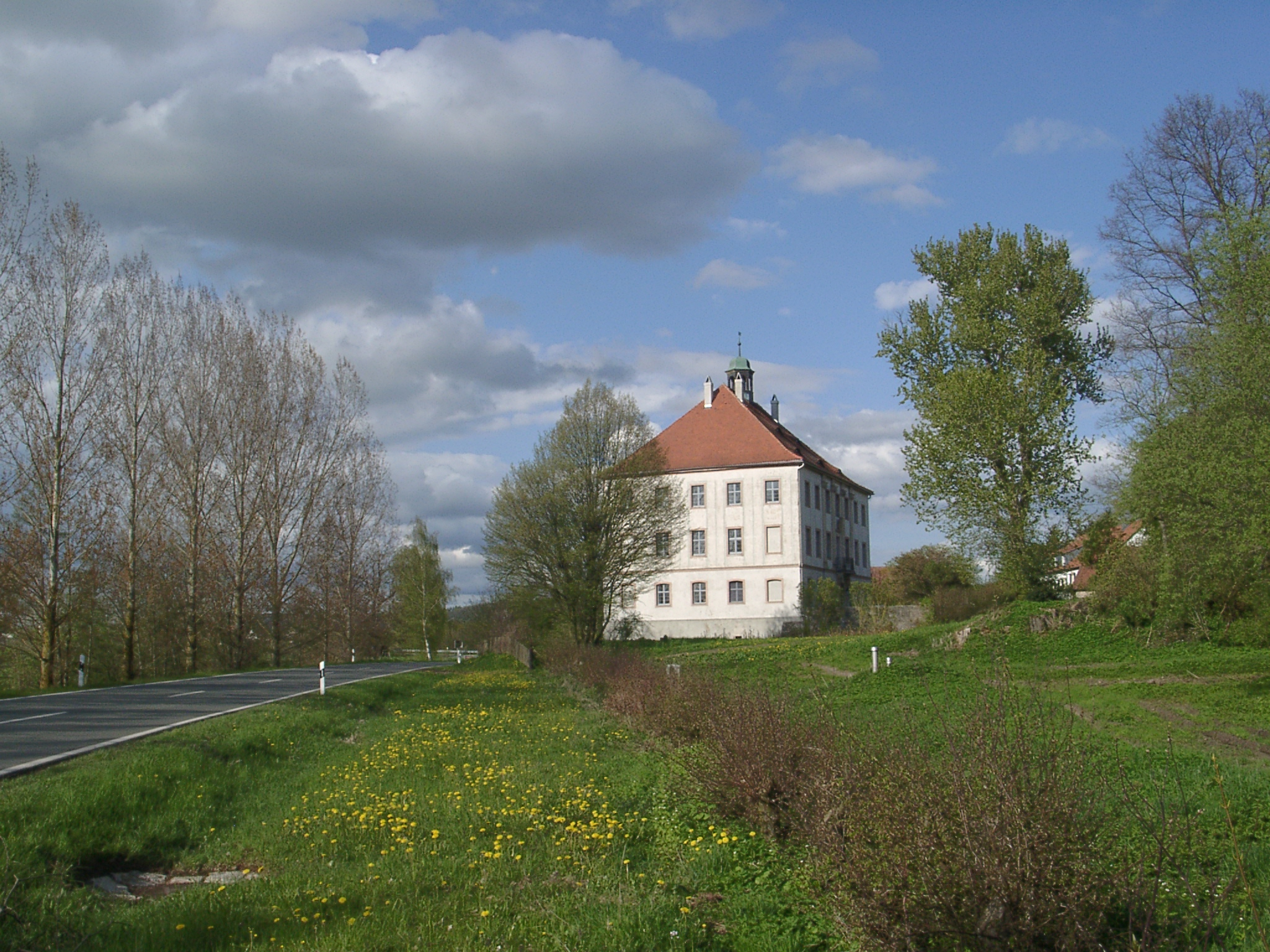
Schloss Rammersdorf (seit 1571 im Besitz der Familie)
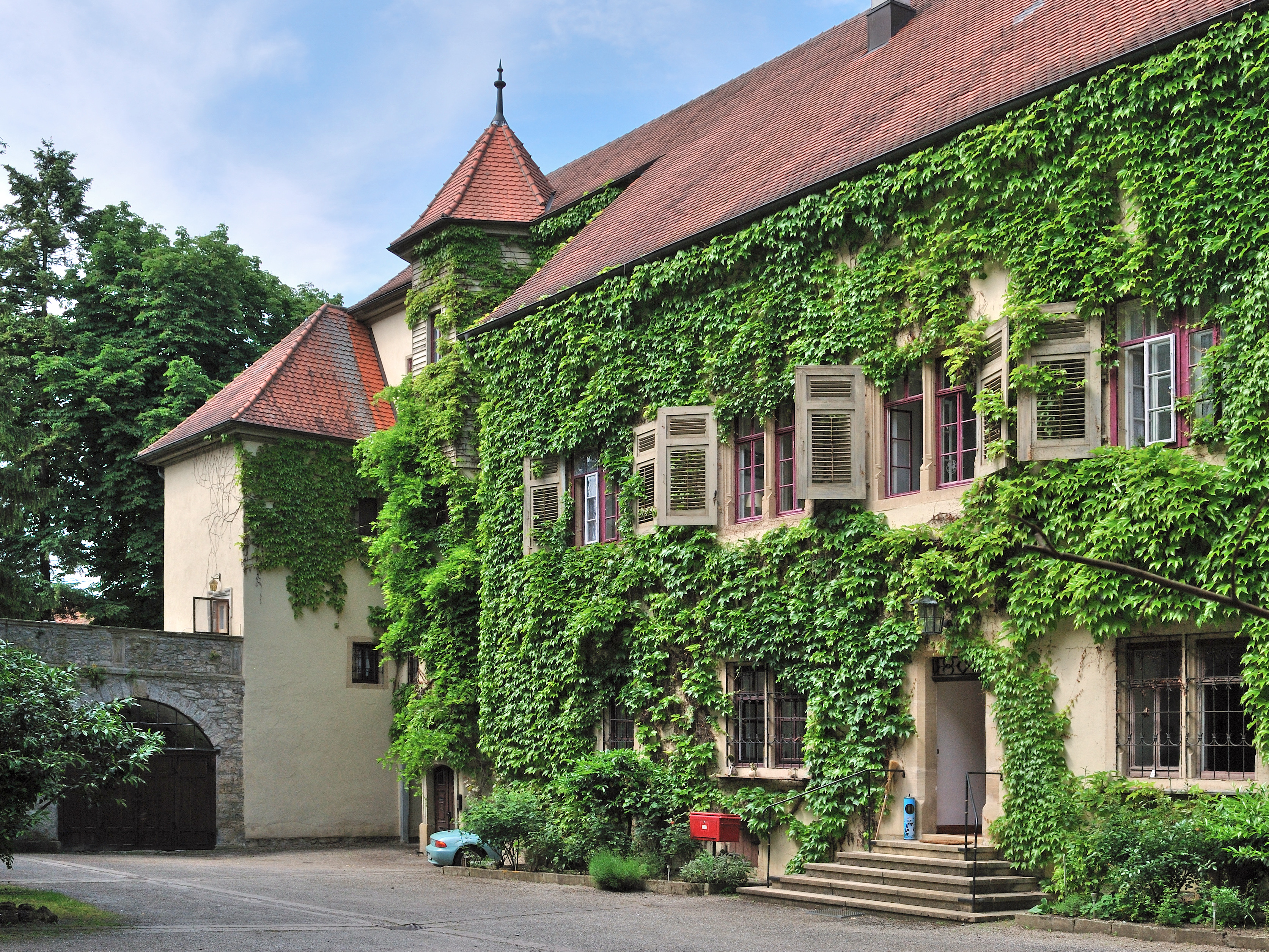
Schloss Dörzbach (seit 1601 im Besitz der Familie)
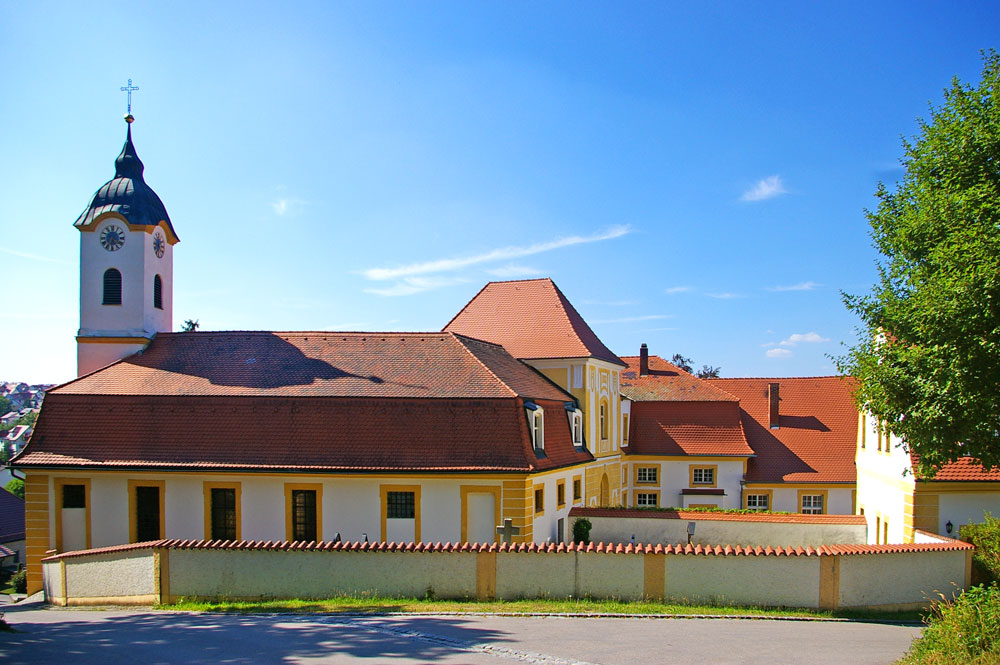
Schloss Ebermannsdorf (seit 1972 im Besitz der Familie)

## Wappen

### Stammwappen
Das Stammwappen zeigt in Silber drei (2,1) rote Muscheln, mit dem Gelenk aufwärtsgekehrt. Auf dem gekrönten Helm ist zwischen zwei silbernen Flügeln der Kopf und der Hals eines naturfarbigen Pfauen mit goldenem Schnabel und Halsring. Die Helmdecke ist rot-silbern.

### Wappensage
Das Wappen der Herren von Eyb bestand bis zum Jahre 1352 aus einem Pfauenhals auf Helm und Schild. Allein Ludwig II. von Eyb, der 1341 ins gelobte Land pilgerte, erhielt nach seiner Rückkehr vom Kaiser auf sein gestelltes Ersuchen, da er der letzte seines Stammes sei, die Erlaubnis, für sich und seine Nachkommen ein neues Wappen zu führen: drei Meermuscheln in Silber, weil er nach Palästina gezogen war, auf dem Helm eine goldene Krone, weil er des Kaisers treuer Diener gewesen war, und in der Krone einen halben Pfau mit Schwanenflügeln. Die Kaiserin, deren Hofmeister er war, verehrte ihm bei dieser Gelegenheit einen Ring mit einem Türkis und bedeutete ihm, dass der Pfau auf dem Helm den Ring zum steten Andenken um den Hals tragen solle.

### Wappenbilder

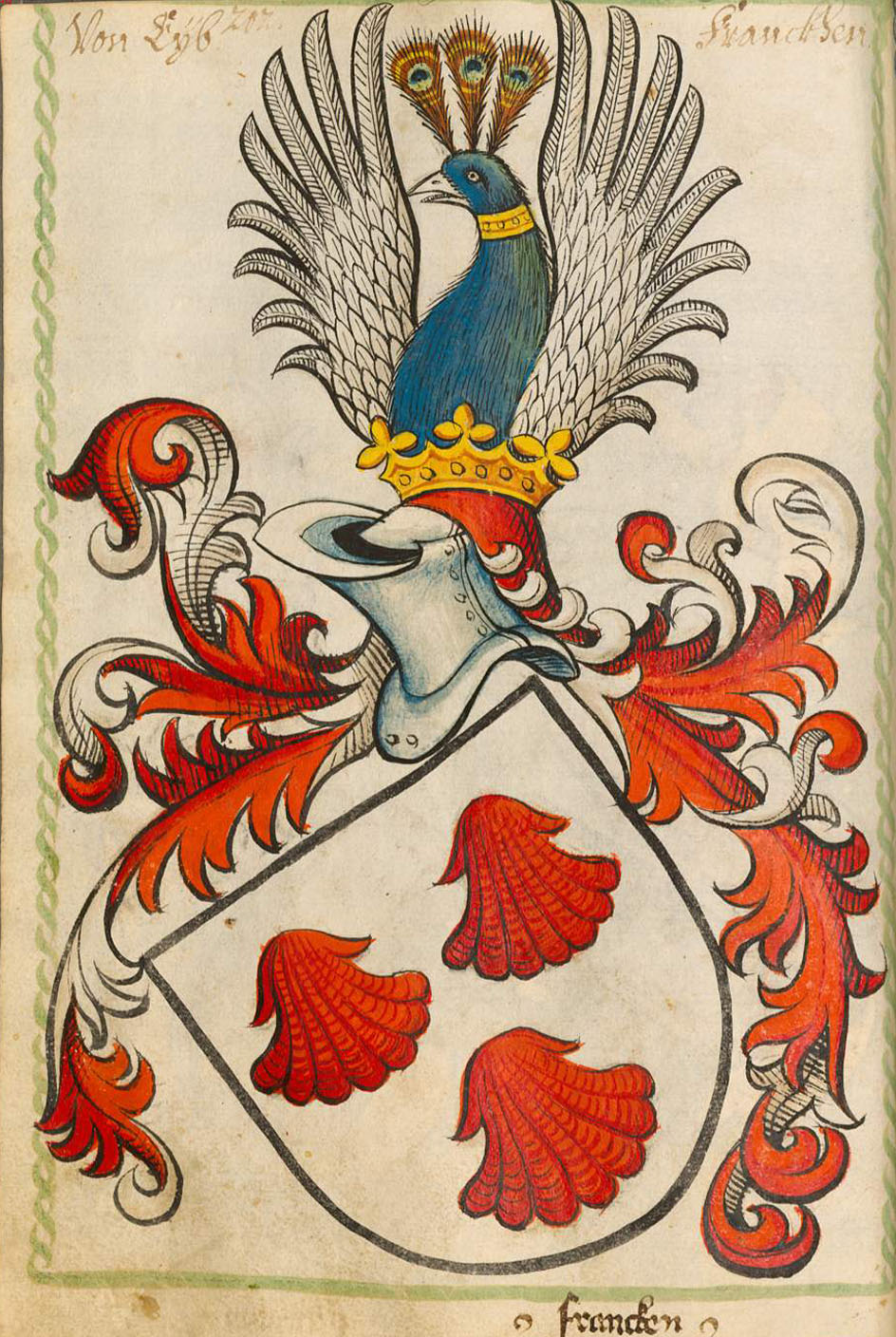
Wappen nach Scheibelers Wappenbuch
Wappen nach Siebmachers Wappenbuch
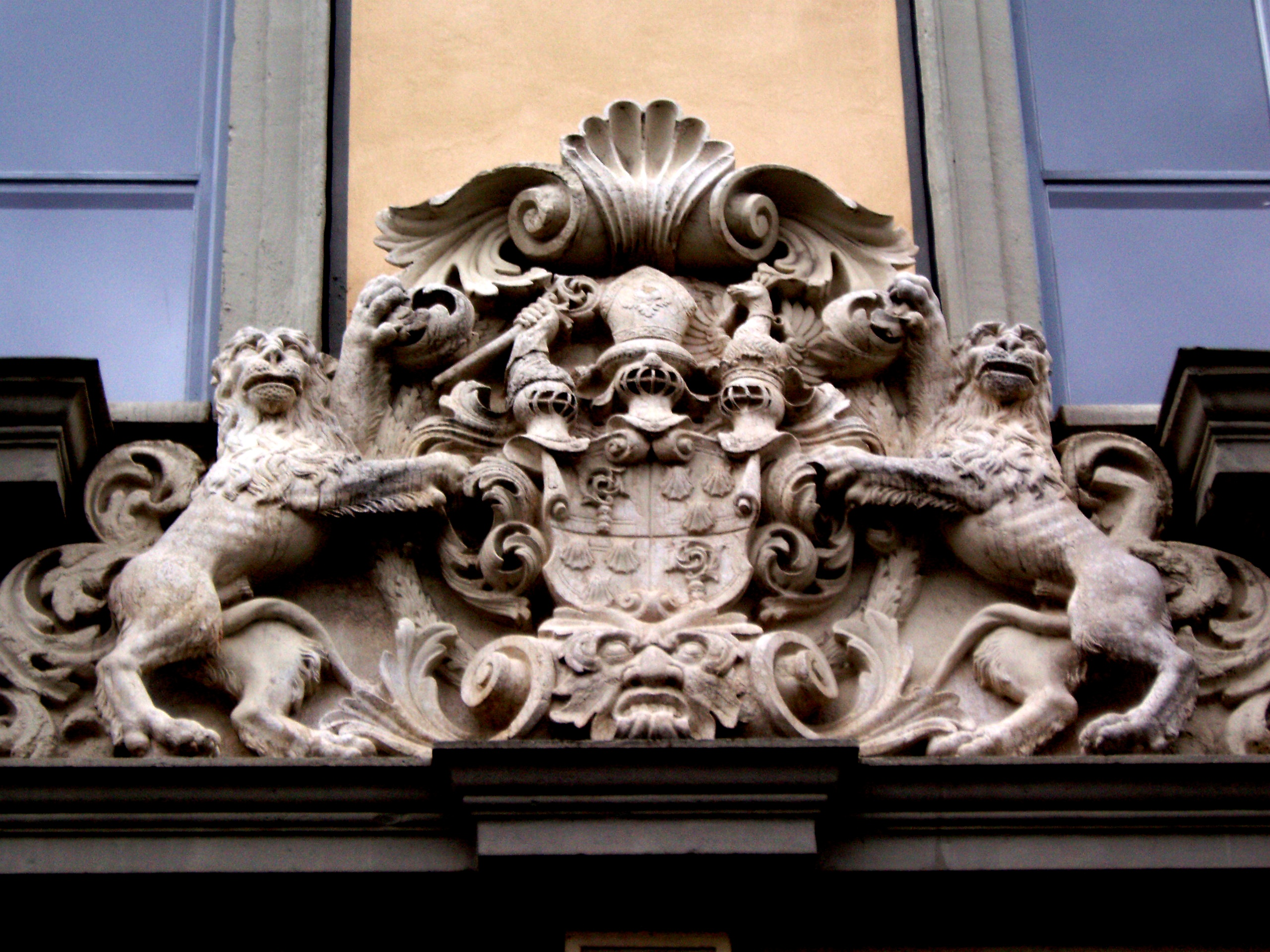
Fürstbischöfliches gemehrtes Wappen von Johann Martin von Eyb
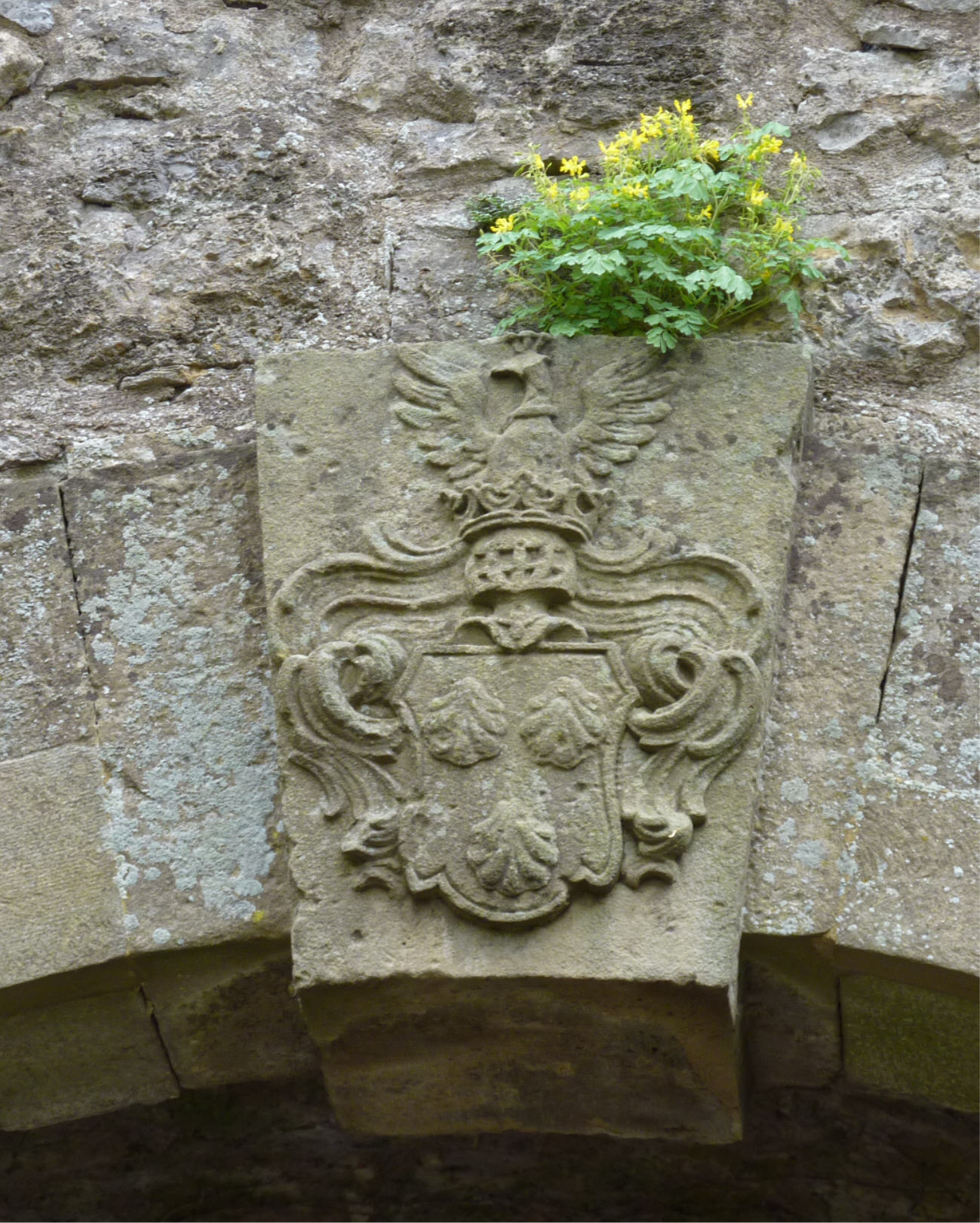
Wappen am Schloss Eyb in Dörzbach
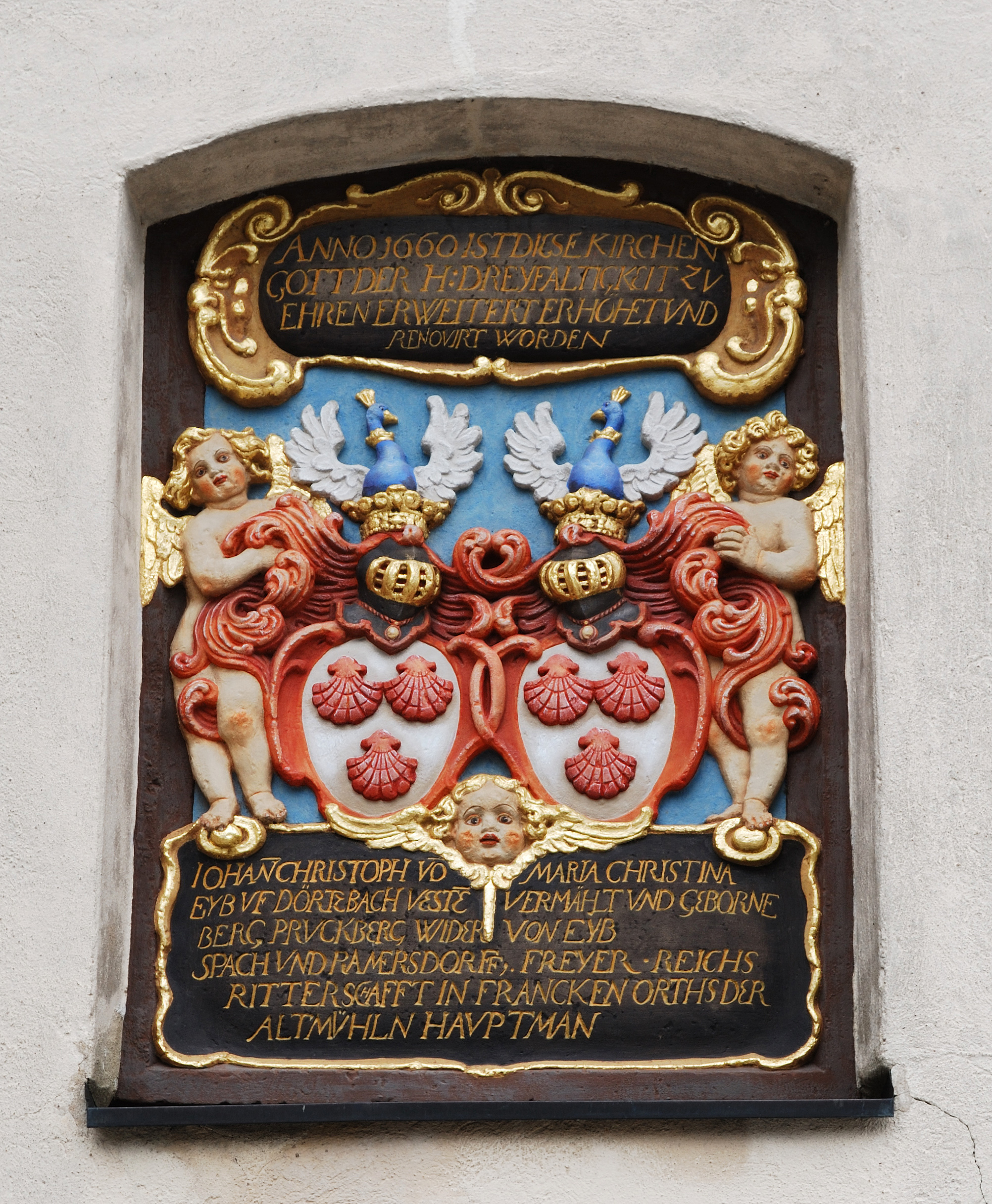
Wappen an der Dreifaltigkeitskirche in Dörzbach: Johann Christoph und Maria Christina von Eyb (1660)
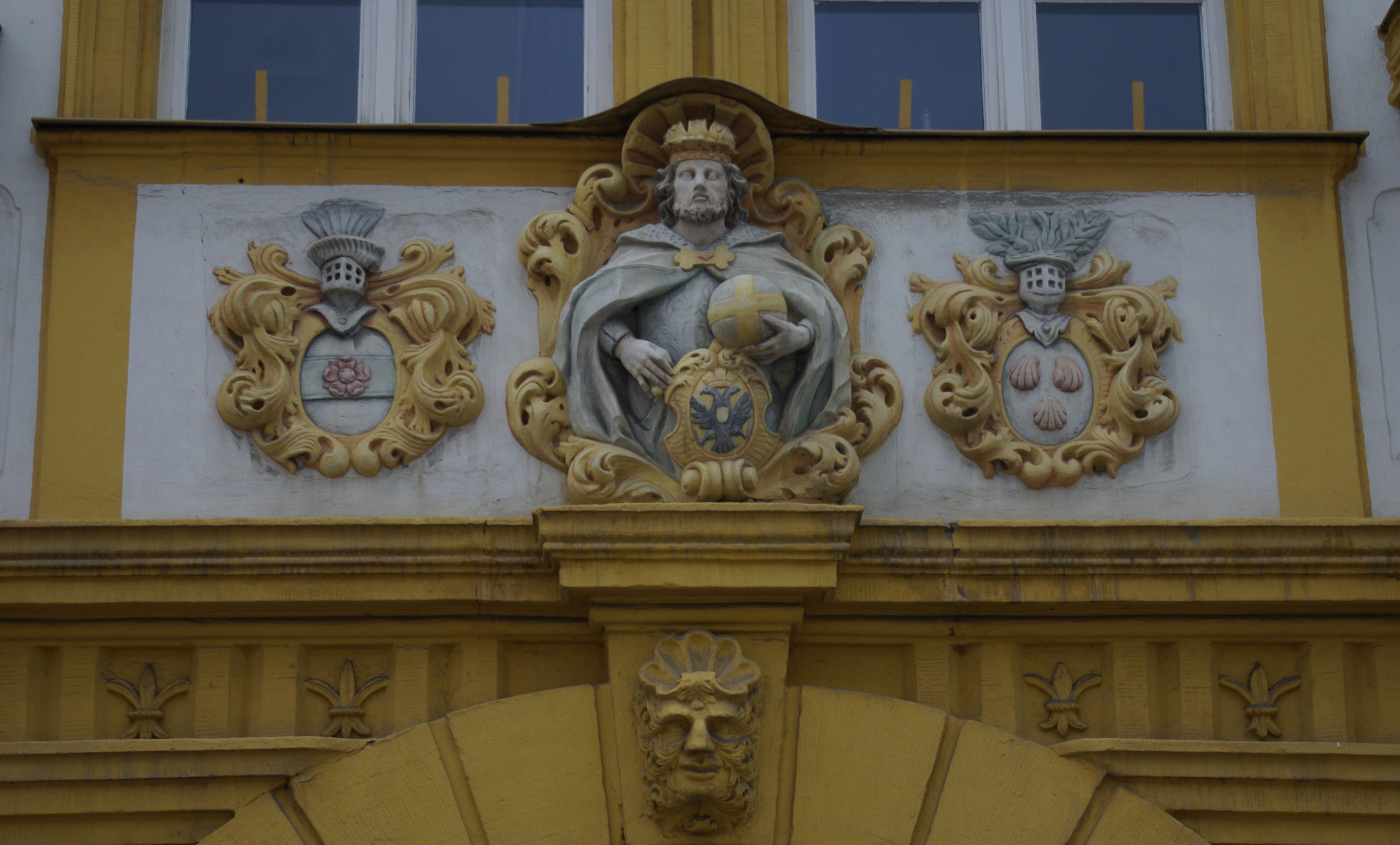
Wappen von Reinhard Anton von Eyb (rechts) in Bad Staffelstein
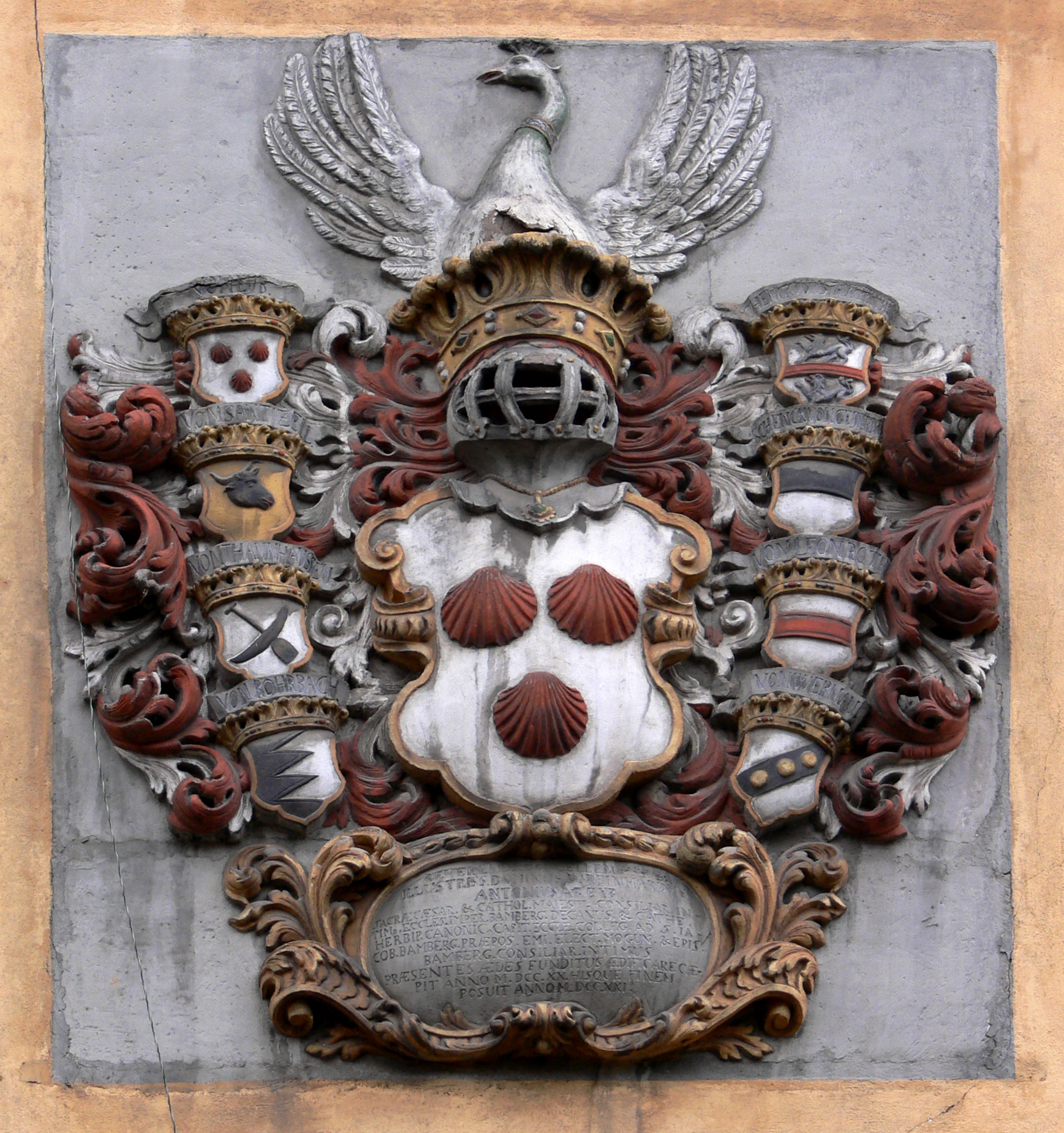
Wappen von Reinhard Anton von Eyb am Domberg in Bamberg
Wappen von Fürstbischof Johann Martin Reichsritter von Eyb
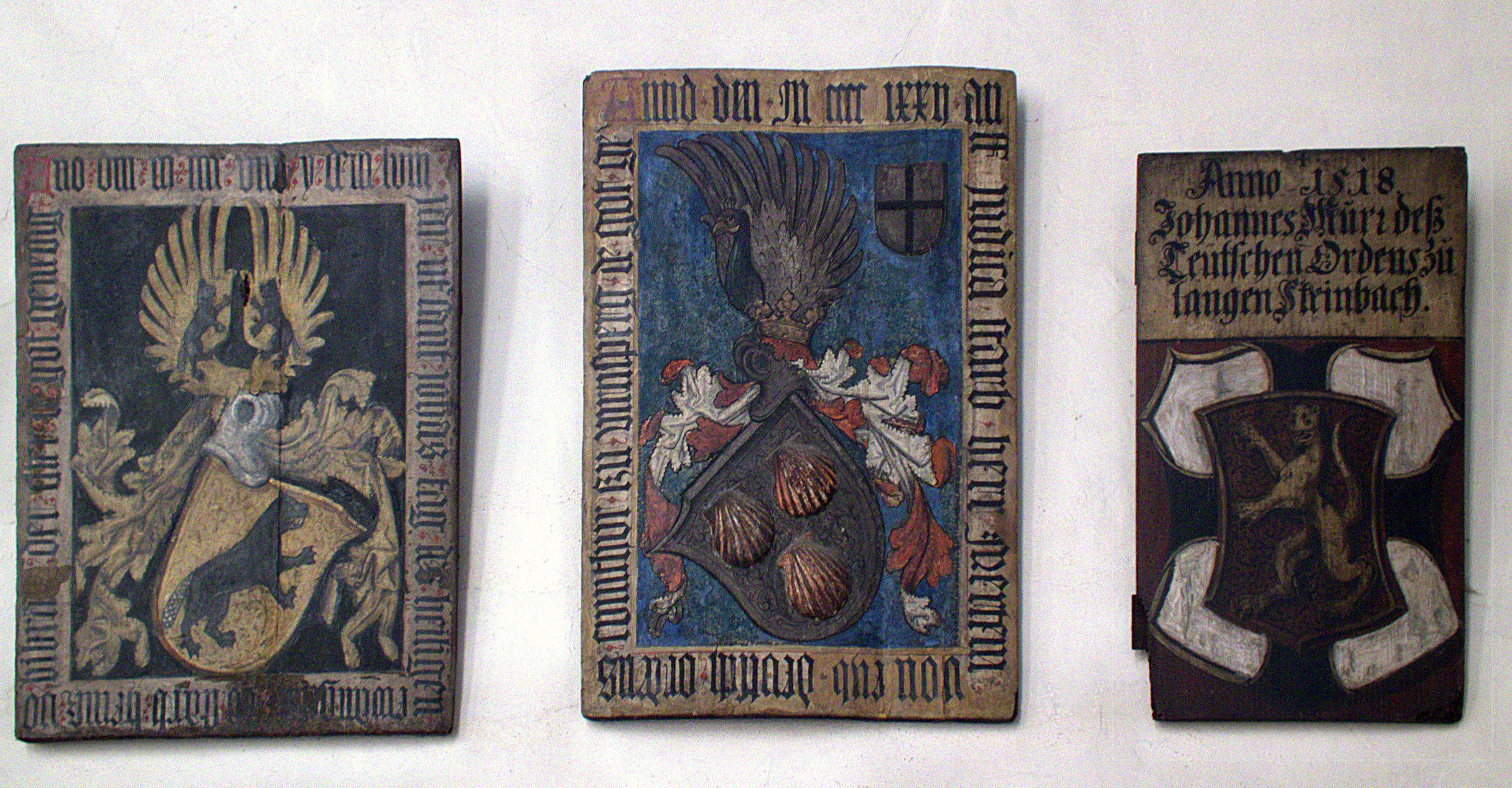
Totenschild (Mitte) des Deutschordensritters Martin von Eyb (15. Jh.), St. Jakob (Nürnberg)

### Ortswappen
Die rote Jakobsmuschel aus dem Familienwappen erscheint noch heute in einigen fränkischen Ortswappen.

Wappen der Gemeinde Neuendettelsau
Wappen der Gemeinde Dörzbach

## Namensträger
- Ludwig von Eyb der Ältere (* 1417; † 1502), deutscher Ritter, Hofbeamter und Richter
- Albrecht von Eyb (* 1420; † 1475), deutscher Theologe, Jurist und frühhumanistischer Schriftsteller
- Anselm von Eyb (* 1444; † 1477), deutscher Hofbeamter und Jurist am kaiserlichen Kammergericht
- Ludwig von Eyb der Jüngere (* 1450; † 1521), deutscher Hofbeamter, Heerführer und Schriftsteller
- Gabriel von Eyb (* 1455; † 1535), Fürstbischof von Eichstätt (1496–1535)
- Martin von Eyb (* 1543; † 1594), Fürstbischof von Bamberg (1580–83)
- Johann Martin von Eyb (* 1630; † 1704), Fürstbischof von Eichstätt (1697–1704)
- Albrecht Ludwig von Eyb (* 1639; † ?), Generaldirektor der Freien Reichsritterschaft in Franken, Schwaben und am Rhein
- Franz Xaver von Eyb (* 8. März 1795; † 28. November 1859 in Augsburg), rief die Eybstiftung in Neuburg an der Donau ins Leben, ihm ist in der Stadt eine Straße gewidmet
- Ludwig von Eyb (* 1796; † 1865), deutscher Politiker, MdL Württemberg
- Kurt von Eyb (* 1864; † 1942), Verwaltungsjurist und Bezirksamtmann
- Arnulf Freiherr von Eyb (* 1955), Mitglied des Landtags von Baden-Württemberg (CDU)

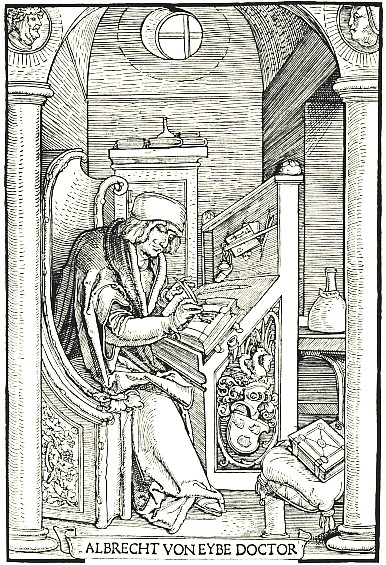
Albrecht von Eyb (1420–1475), Theologe, frühhumanistischer Schriftsteller
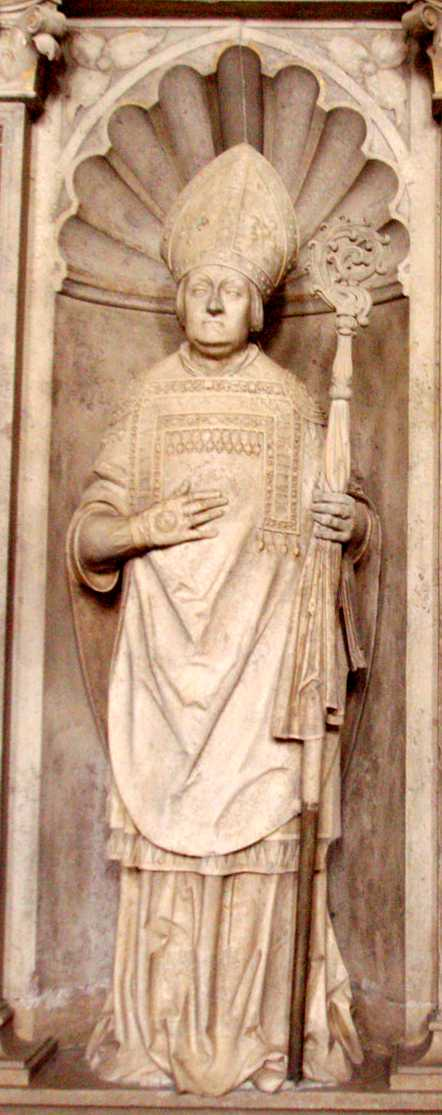
Gabriel von Eyb (1455–1535), Fürstbischof von Eichstätt
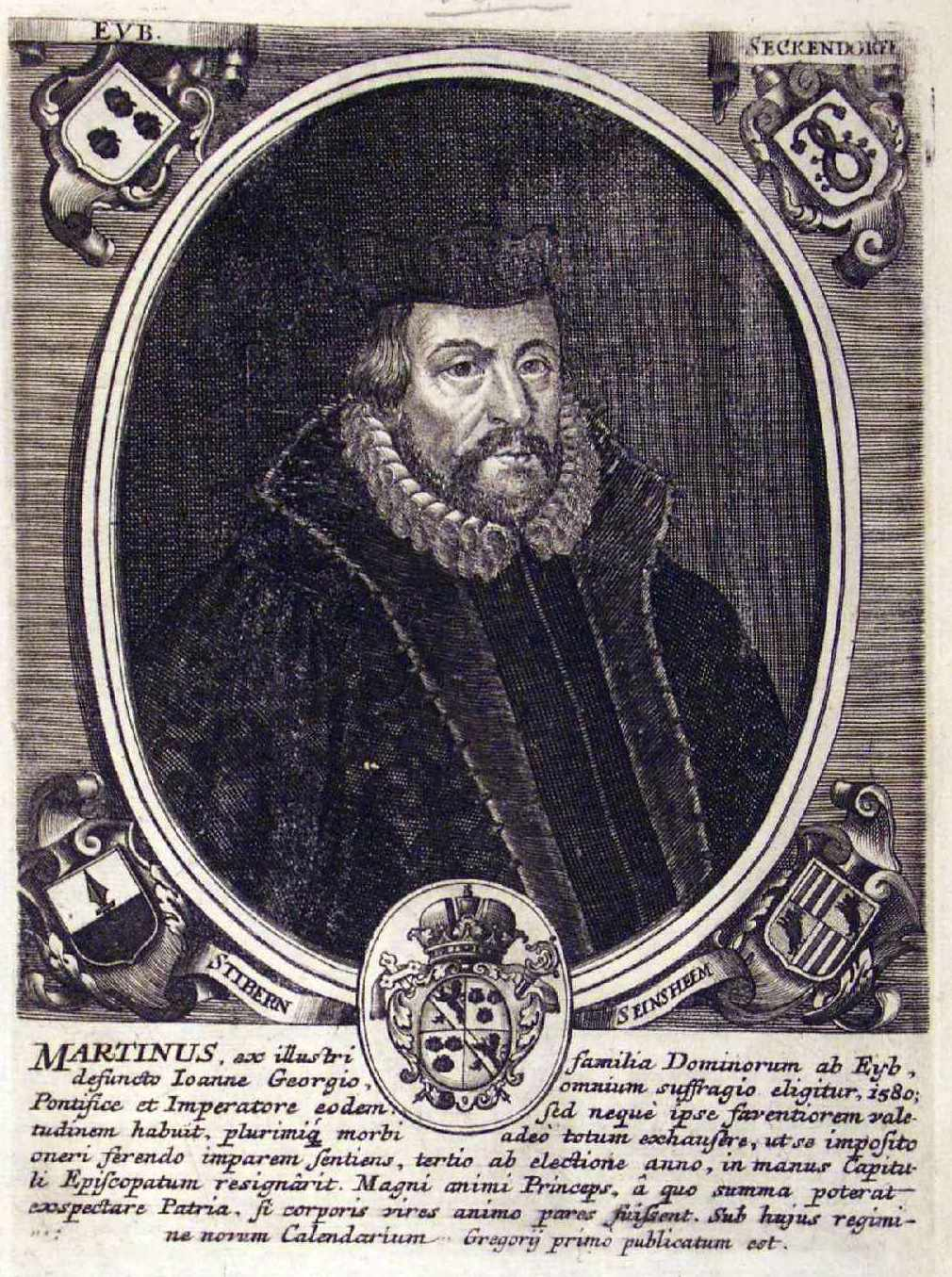
Martin von Eyb († 1583), Fürstbischof von Bamberg
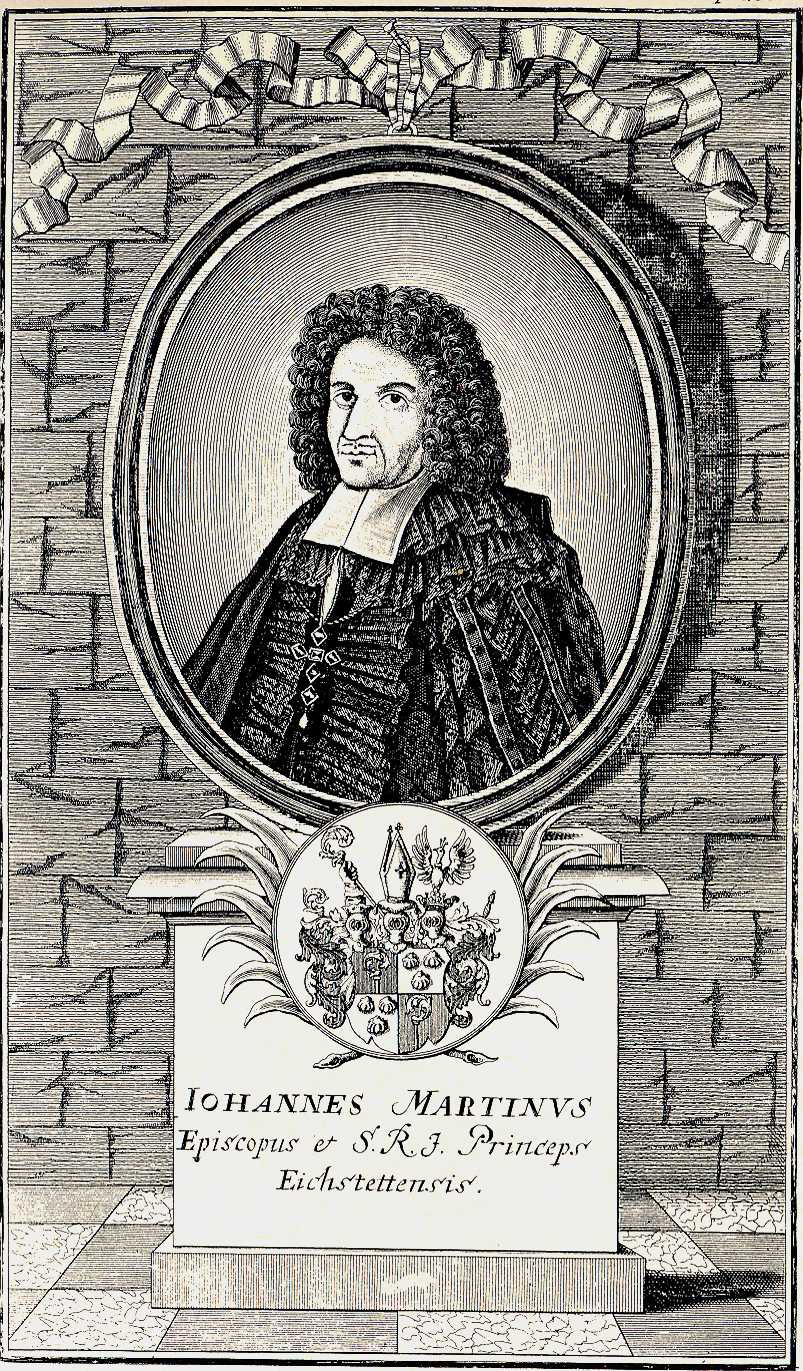
Johann Martin von Eyb (1630–1704), Fürstbischof von Eichstätt

## Besitzungen
Schloss Sommersdorf bei Ansbach war ab etwa 1320 bis 1550 als Eichstätter Lehen im Besitz der Familie, die dort im späten 14. Jahrhundert eine Wasserburg erbaute. Seit dem Verkauf 1550 an die von Crailsheim befindet sich die Burg in deren Besitz. 1487 erbauten die Herren von Eyb-Sommersdorf anstelle einer älteren Burg die Eybburg bei Arberg. Der Eichstätter Fürstbischof Gabriel von Eyb verlieh 1533 dem Besitzer der Eybburg, Georg Ludwig dem Jüngeren von Eyb und seinen Erben, das Erbschenkenamt im Hochstift Eichstätt.
Die Burg Vestenberg erwarb 1435 Martin von Eyb; 1525 wurde sie im Zuge des Bauernkrieges zerstört und 1566 wieder aufgebaut. 1724 verkaufen die Herrn von Eyb die Grundherrschaft an die Markgrafen von Ansbach; 1759 wurde die Burg abgebrochen.
1518 erwarb Sebastian von Eyb das Rittergut in Neuendettelsau mit Schloss Neuendettelsau. Dieses gehört heute im Erbgang der Familie von Livonius-Freiherren von Eyb.
1595 oder 1597 kaufte Friedrich von Eyb zu Eybburg für 47.000 Gulden das Schloss Cronheim inklusive der Pfarre und Frühmesse der dortigen Kirche St. Maria Magdalena. Er erbaute dort 1602 auf eigene Kosten die erste Schule in Cronheim. Weiter baute er das Schloss Cronheim zu einer Vierflügelanlage aus. Mit dem Bau verschuldete er sich aber so sehr, dass er 1604 Cronheim seinem Schwager Geyer von Giebelstadt zu Goldbach verpfänden musste. Veit Erasmus von Eyb verkaufte 1617 das Schloss Cronheim an Johann Philipp Fuchs von Bimmbach.
1571 erwarb der brandenburg-ansbachische Kammerrat Veit Asmus von Eyb zu Vestenberg das Rittergut Rammersdorf; das Schloss wurde unter Albrecht Ludwig von Eyb abgebrochen und nach Plänen des Ansbacher und späteren Eichstätter Hofbaumeisters Gabriel de Gabrieli vom Schlossbaumeister Johann Georg Schmidt von 1713 bis 1715 neu erbaut. Schloss und Forstbetrieb gehören bis heute der Familie. 1607 kam auch Wiedersbach im Landkreis Ansbach als burggräfliches Lehen an die Eyb.
1601 kauften die Herren von Eyb das Schloss Dörzbach im Hohenlohekreis, das sie ebenfalls noch besitzen.

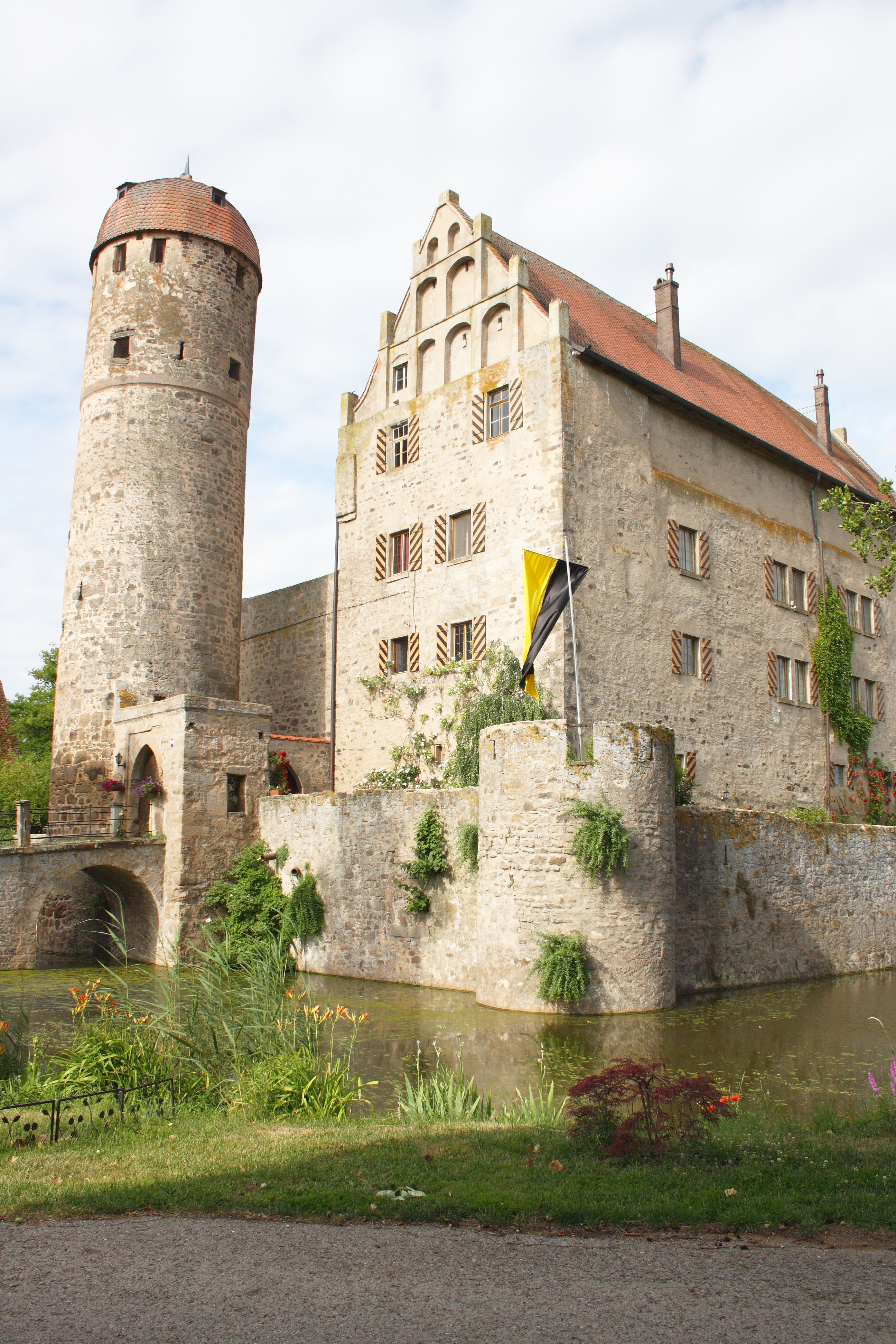
Schloss Sommersdorf
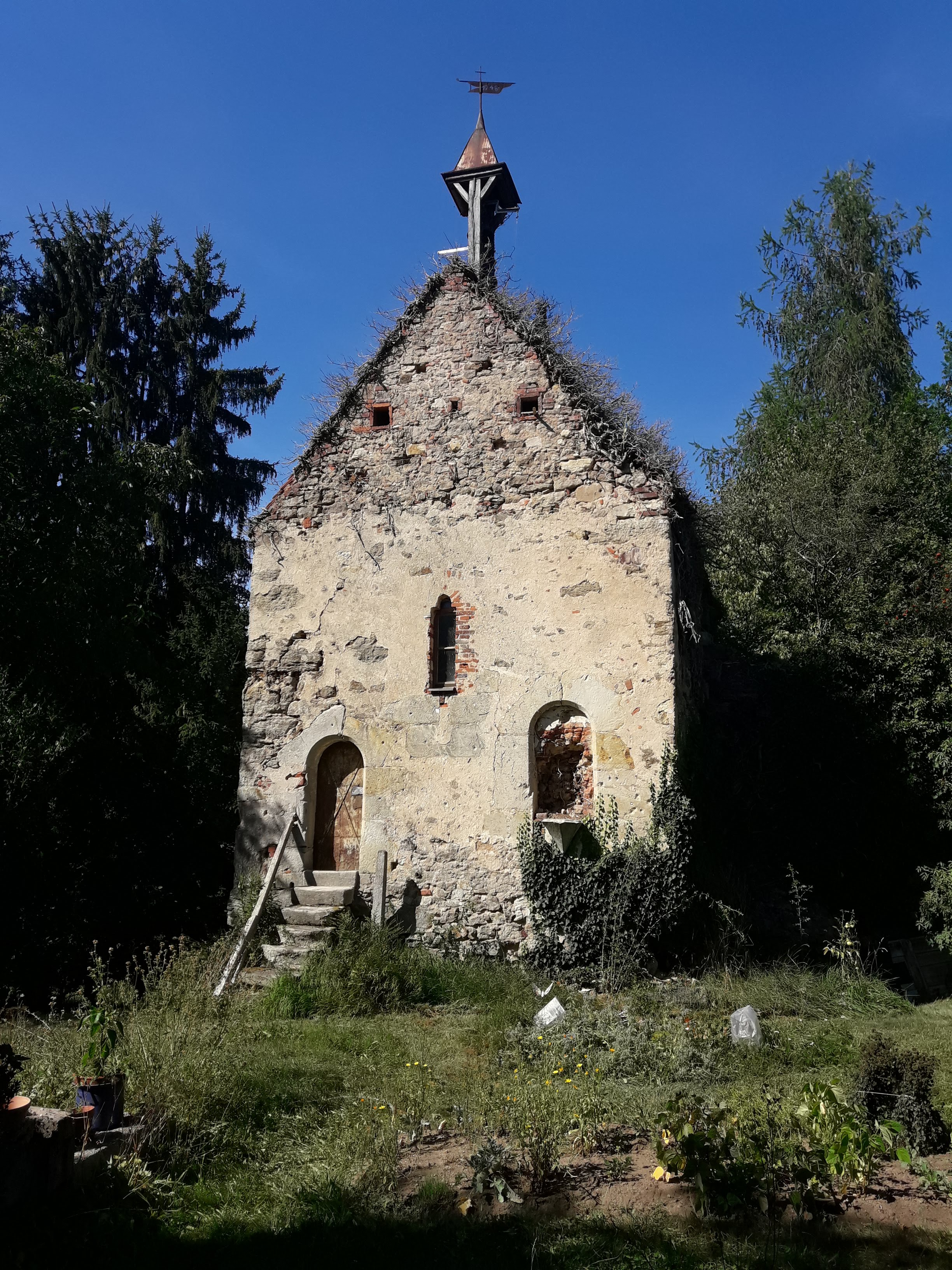
Burgkapelle der Eybburg bei Arberg
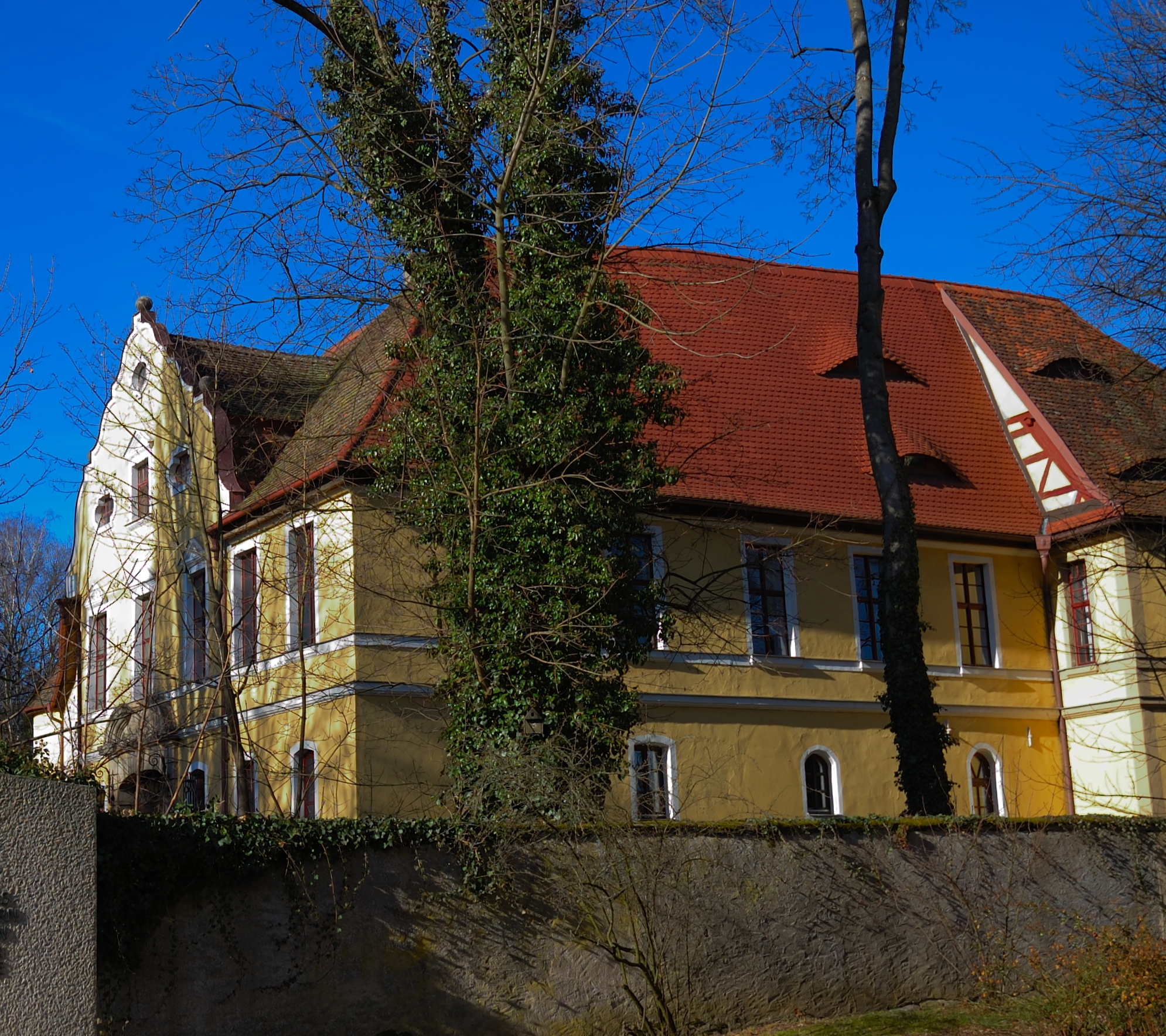
Schloss Neuendettelsau
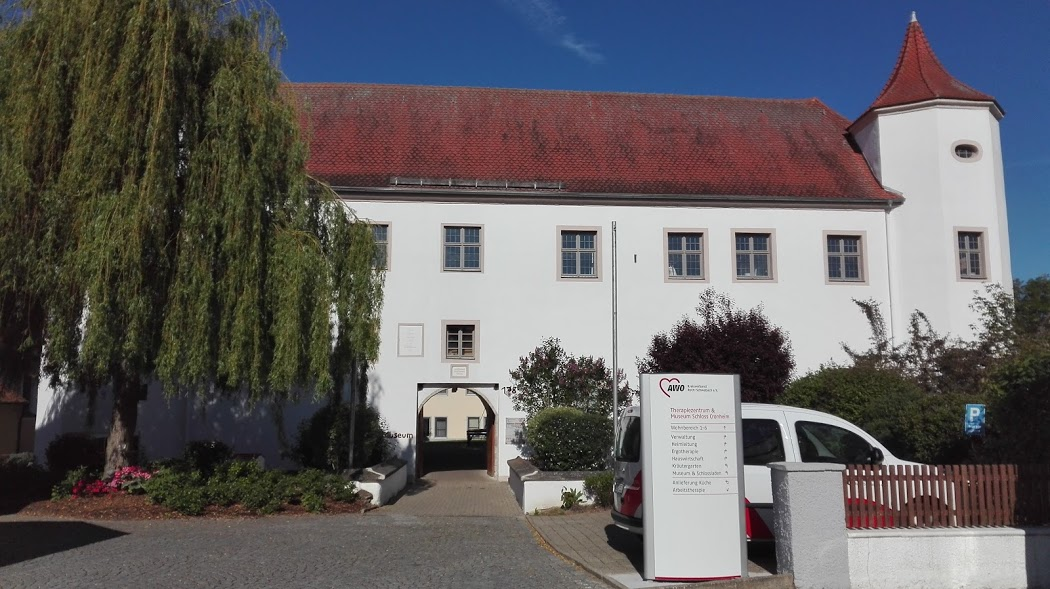
Schloss Cronheim
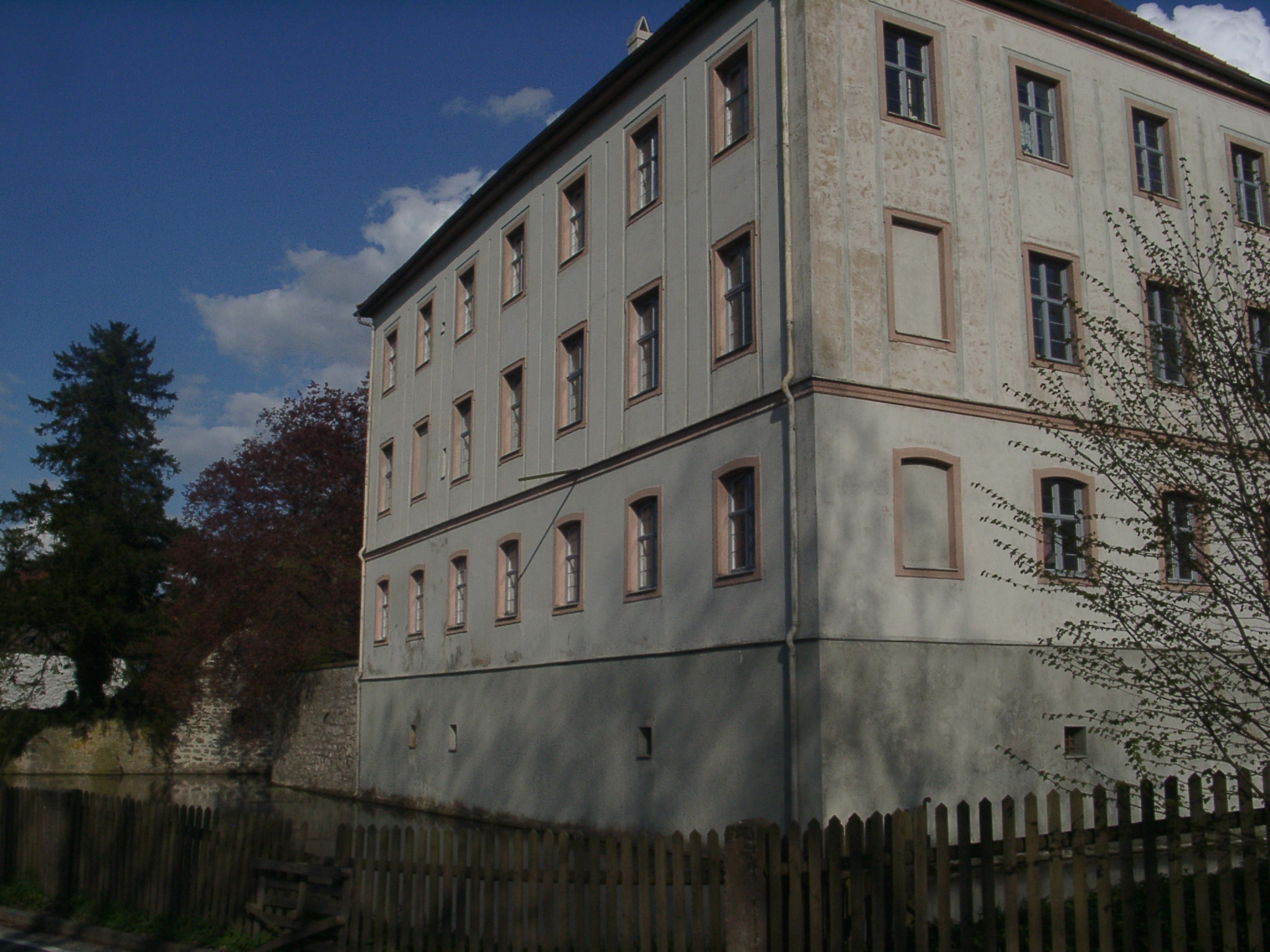
Schloss Rammersdorf
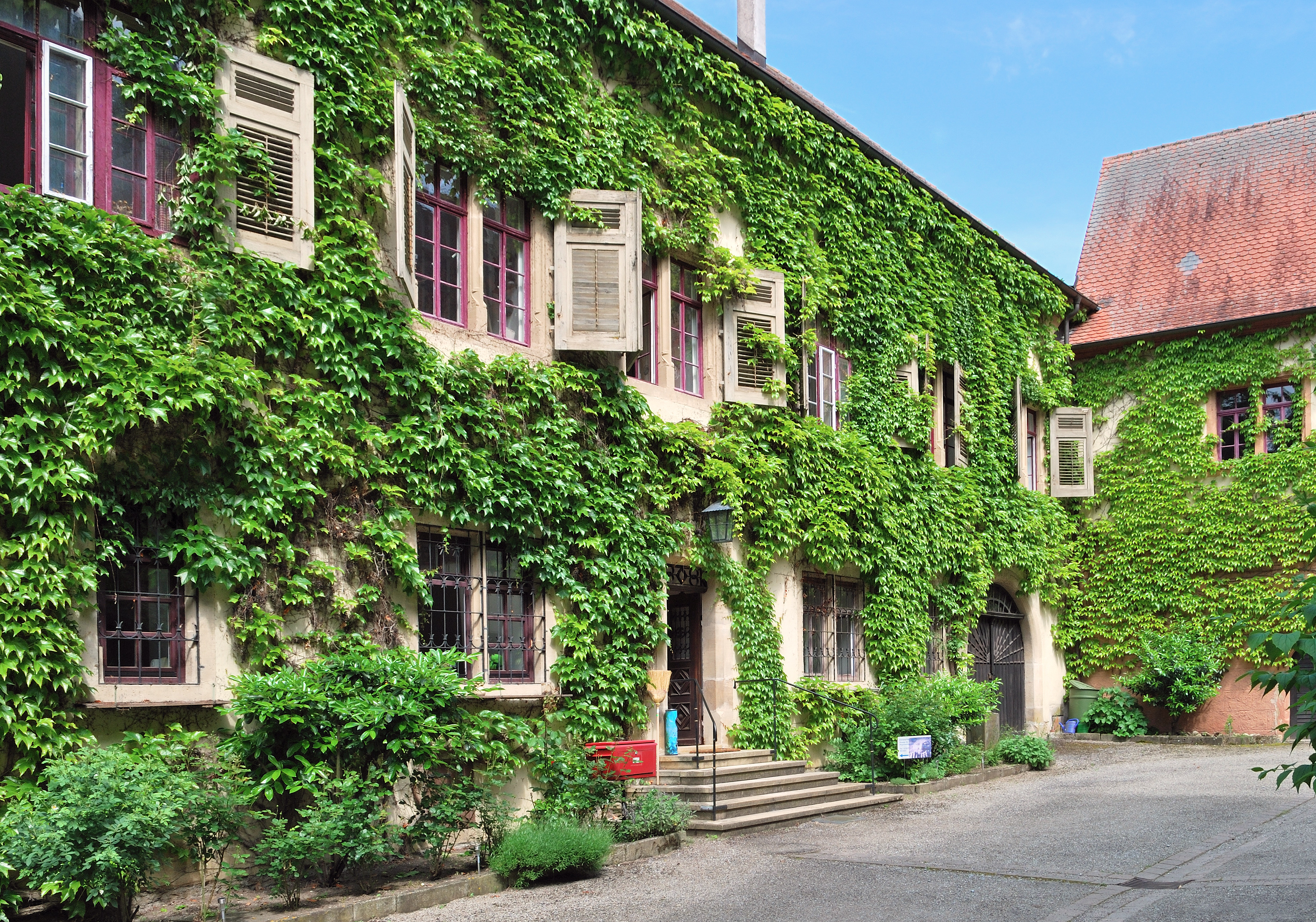
Schloss Dörzbach